# عیوب آهنگری
عیوب آهنگری (به انگلیسی: forging defects) هنگا‌‌‌‌‌‌‌‌‌‌‌‌‌‌‌‌‌‌‌‌‌‌‌‌‌‌‌‌‌‌‌‌‌‌‌‌می ایجاد ‌‌‌‌‌‌‌‌‌‌‌‌‌‌‌‌‌‌‌‌‌‌‌‌‌‌‌می‌شود که تغییر شکل حین فرآیند آهنگری تنها به لایه‌‌‌‌‌‌‌‌های سطحی محدود باشد. در این شرایط مانند زمانی که ضربات پتک به طور سریع و سبک به قطعه وارد ‌‌‌‌‌‌‌‌‌‌‌‌‌‌‌‌‌‌‌‌‌‌‌‌‌‌‌می‌شود، ساختار دندریتی شمش در داخل قطعه آهنگری شکسته نخواهد شد. لذا در قطعه نفوذ ناقص و عیوب ایجاد ‌‌‌‌‌‌‌‌‌‌‌‌‌‌‌‌‌‌‌‌‌‌‌‌‌‌‌میگردد. نفوذ ناقص در آهنگری به راحتی بر اساس آزمایش‌‌‌‌‌‌‌‌های متالورژیکی از جمله ماکرواچ کردن مقطع قطعه آهنگری پدیدار ‌‌‌‌‌‌‌‌‌‌‌‌‌‌‌‌‌‌‌‌‌‌‌‌‌‌‌می‌شود. آزمایش صفحه اچ (به انگلیسی: Heavy Plate test) عمیق برای کشف جدایش، ساختار دندریتی و ترک‌‌‌‌‌‌‌‌ها روش استاندارد کنترل کیفی قطعات آهنگری بزرگ است. معمولاً برای به حداقل رساندن نفوذ ناقص، قطعاتی که مقطع بزرگی دارند با پرس آهنگری ‌‌‌‌‌‌‌‌‌‌‌‌‌‌‌‌‌‌‌‌‌‌‌‌‌‌‌می‌شوند.

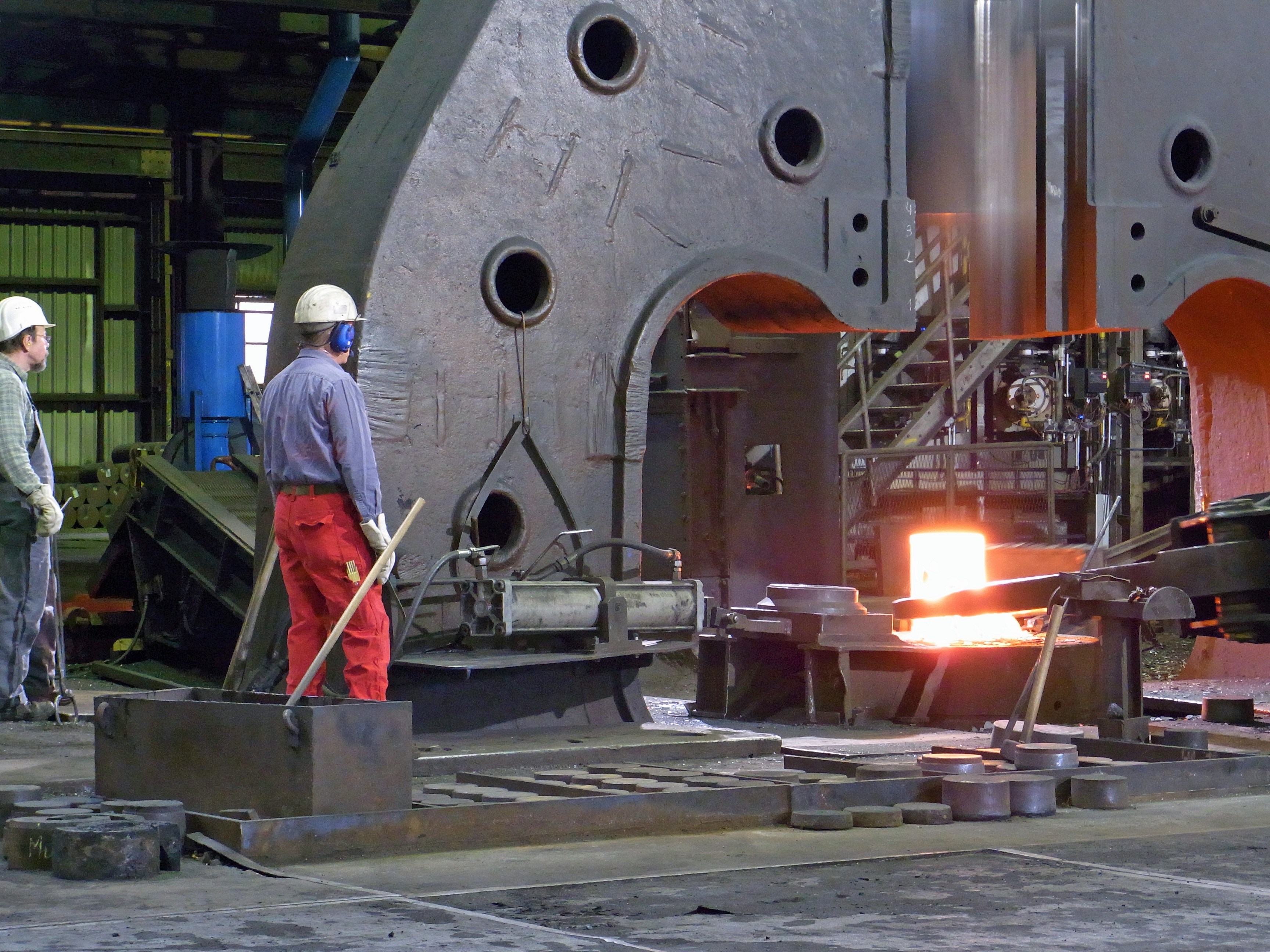
فرایند آهنگری با استفاده از چکش آهنگری

## آهنگری
آهنگری (به انگلیسی: forging) علم شکل دهی فلزات، عل‌‌‌‌‌‌‌‌‌‌‌‌‌‌‌‌‌‌‌‌‌‌‌‌‌‌‌میاست که در آن اصول و روش‌‌‌‌‌‌‌‌های تغییر شکل فلزات شکل پذیر، با اعمال نیرو به آن بررسی ‌‌‌‌‌‌‌‌‌‌‌‌‌‌‌‌‌‌‌‌‌‌‌‌‌‌‌میشود. اکثر اجسام فلزی که در اطراف ما قرار دارند توسط یکی از روش‌‌‌‌‌‌‌‌های شکل دهی فلزات ساخته شده اند. شکل دهی در کنار ریخته‌گری و متالورژی پودر سه روش عمده و اصلی در ساخت و تولید محصولات فلزی ‌‌‌‌‌‌‌‌‌‌‌‌‌‌‌‌‌‌‌‌‌‌‌‌‌‌‌می باشد، هرچند که شکل دهی فلزات قدمت دیرینه تری نسبت به دو مورد دیگر دارد. شکل دهی فلزات فرایندی کاملاً دینامیک است، به گونه ای که معمولاً از آن به عملیاتی سریع و غیر آرام تعبیر می‌شود.
تغییر شکلی که در آهنگری ایجاد ‌‌‌‌‌‌‌‌‌‌‌‌‌‌‌‌‌‌‌‌‌‌‌‌‌‌‌می شود، به درجه ویژه‌‌‌‌‌‌‌‌‌ای از جهت‌دار شدن در ریز ساختاری که در آن فازهای ثانویه و آخال‌‌‌‌‌‌‌‌ها موازی با جهت بیشترین تغییر شکل قرار گرفته اند، منجر ‌‌‌‌‌‌‌‌‌‌‌‌‌‌‌‌‌‌‌‌‌‌‌‌‌‌‌می شود. در بزرگنمایی کم، این جهت‌دار شدن به صورت خطوط جریان، یا ساختار رشته‌ای ظاهر ‌‌‌‌‌‌‌‌‌‌‌‌‌‌‌‌‌‌‌‌‌‌‌‌‌‌‌می شود. وجود ساختار رشته‌‌‌‌‌‌‌‌‌ای مشخصه تمام قطعات آهنگری است و نباید به عنوان عیب آهنگری در نظر گرفته شود. اما ذکر این نکته لازم است که ساختار رشته‌‌‌‌‌‌‌‌‌ای باعث خواص خستگی و نر‌‌‌‌‌‌‌‌‌‌‌‌‌‌‌‌‌‌‌‌‌‌‌‌‌‌‌می کششی کمتری در جهت عمود بر جهت عرضی ‌‌‌‌‌‌‌‌‌‌‌‌‌‌‌‌‌‌‌‌‌‌‌‌‌‌‌می شود. برای به دست آوردن بهترین حالت تعادل بین نر‌‌‌‌‌‌‌‌‌‌‌‌‌‌‌‌‌‌‌‌‌‌‌‌‌‌‌میدر جهات طولی و عرضی یک قطعه آهنگری، اغلب لازم است مقدار تغییر شکل به 50 تا 70 درصد کاهش در سطح مقطع محدود شود. نمودار آورده شده در زیر، اندازه بازار آهنگری فلرات در آمریکا را در سال‌‌‌‌‌‌‌‌های 2012 تا 2022 بر حسب میلیون دلار نشان ‌‌‌‌‌‌‌‌‌‌‌‌‌‌‌‌‌‌‌‌‌‌‌‌‌‌‌می‌دهد.

## تعریف عیوب
عیوب آهنگری فولاد معمولا به دلیل عدم تمایل طبیعی شرکت‌‌‌‌‌‌‌‌های بزرگ آهنگری برای جلب شدن توجه به آنها به طور گسترده مورد بحث قرار نمی‌گیرد. اما نواقص (به انگلیسی: imperfection) زیادی وجود دارد که می‌توان آنها را به عنوان "عیب" (به انگلیسی: defect) در نظر گرفت، از مواری که ریشه در مشکلات مواد اولیه منشاء آنها هستند، تا مواردی که در اثر فرآیند آهنگری قالب بسته یا عملیات سطحی پس از فرایند آهنگری ایجاد می‌شوند.
"عیوب" را ‌‌‌‌‌‌‌‌‌‌‌‌‌‌‌‌‌‌‌‌‌‌‌‌‌‌‌می توان به عنوان نواقصی تعریف کرد که از حد معینی فراتر ‌‌‌‌‌‌‌‌‌‌‌‌‌‌‌‌‌‌‌‌‌‌‌‌‌‌‌میرود. به عبارت دیگر، ممکن است نقص‌‌‌‌‌‌‌‌هایی وجود داشته باشد که به عنوان "عیوب" واقعی طبقه بندی نمی شوند، زیرا آنها کوچکتر از موارد مجاز در مشخصات قابل اجرا هستند اما در مواردی این نواقص ‌‌‌‌‌‌‌‌‌‌‌‌‌‌‌‌‌‌‌‌‌‌‌‌‌‌‌می توانند باعث شوند تا قطعه تولیدی عملکرد مورد نظر در هنگام طراحی را نداشته باشد و یا نتواند به اندازه زمان پیش بینی شده وظیفه خود را انجام دهد.چنین ایراداتی به صورت بدبینانه ‌‌‌‌‌‌‌‌‌‌‌‌‌‌‌‌‌‌‌‌‌‌‌‌‌‌‌می توانند باعث شکست قطعات و در نهایت مختل شدن کار مکانیزم و به وحود آمدن هزینه‌‌‌‌‌‌‌‌های سنگین برای واحد صنعتی به کارگیرنده باشند پس نباید از مراحل ابندایی طراحی و ساخت و فرایند‌‌‌‌‌‌‌‌های مختلف تولید و پس تولید از پدبد آمدن چنین ایراداتی غافل بمانیم. اطلاعات فهرست شده زیر در مورد عیوب رایج و نه چندان رایج آهنگری فولادی است که از عملیات آهنگری قالب بسته واقعی یا از عملیات پس از آهنگری معمولی بسیاری از کارخانه‌‌‌‌‌‌‌‌های آهنگری ناشی ‌‌‌‌‌‌‌‌‌‌‌‌‌‌‌‌‌‌‌‌‌‌‌‌‌‌‌می شود. 

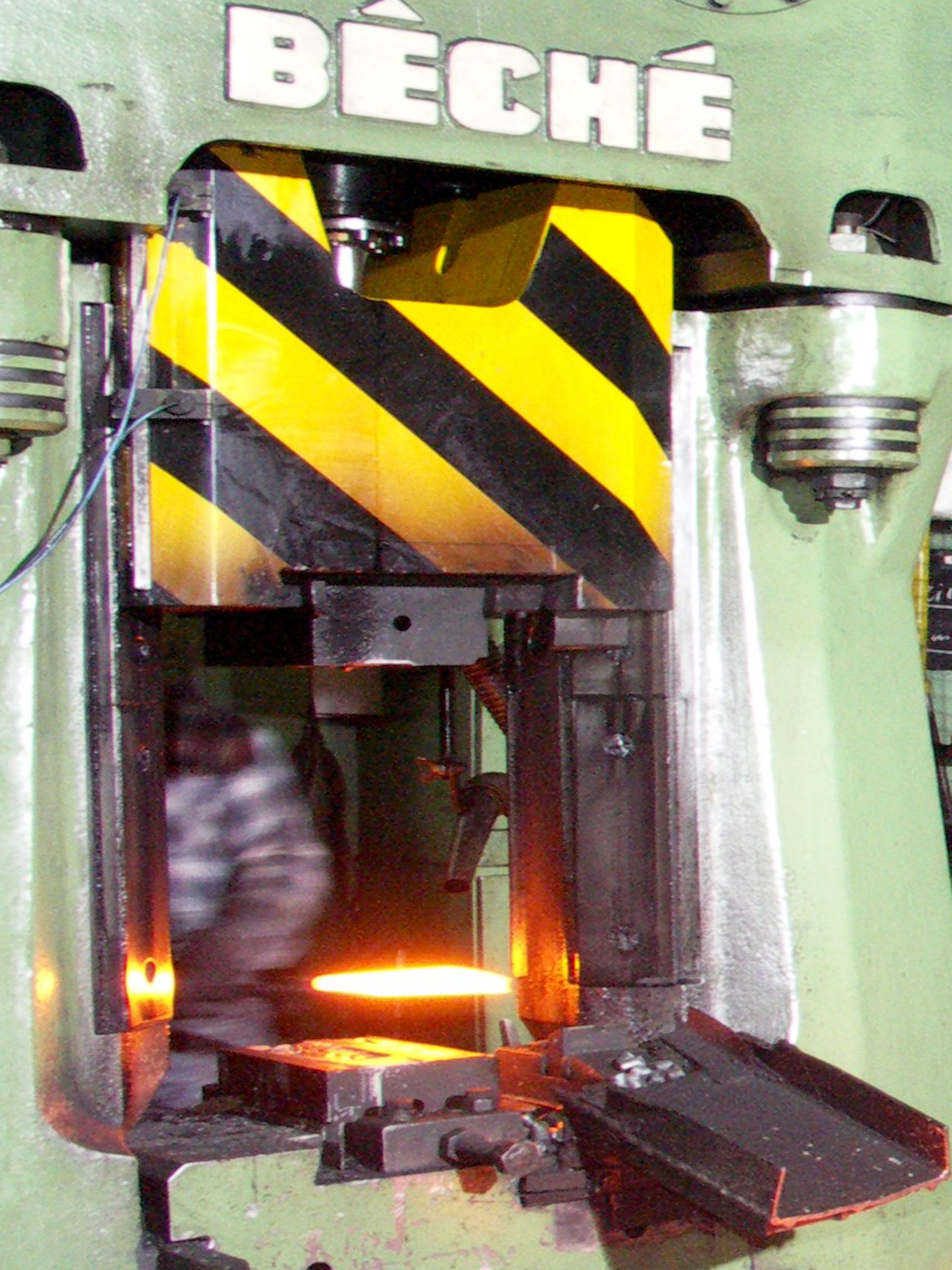
آهنگری گرانشی

## انواع عیوب آهنگری

### ترک سطحی
ترک سطحی در نتیجه کار سطحی زیاد در دمای خیلی کم یا در اثر سرخ شکنندگی ( شکنندگی حاصل از گرما: Hot Shortness) به وجود ‌‌‌‌‌‌‌‌‌‌‌‌‌‌‌‌‌‌‌‌‌‌‌‌‌‌‌می آید. وجود گوگرد به مقدار زیاد در فضای کوره ‌‌‌‌‌‌‌‌‌‌‌‌‌‌‌‌‌‌‌‌‌‌‌‌‌‌‌میتواند در فولاد و نیکل، سرخ شکنندگی تولید کند.

### ترک در پلیسه
ایجاد ترک در پلیسه (به انگلیسی: burr) قطعات آهنگری قالب بسته یکی دیگر از عیوب سطحی است، چون به طور کلی وقتی پلیسه گیری ‌‌‌‌‌‌‌‌‌‌‌‌‌‌‌‌‌‌‌‌‌‌‌‌‌‌‌میشود ترک به داخل قطعه آهنگری نیز نفوذ ‌‌‌‌‌‌‌‌‌‌‌‌‌‌‌‌‌‌‌‌‌‌‌‌‌‌‌می کند. هر چه پلیسه در مقایسه با ضخامت اولیه فلز نازک تر باشد، این نوع ایجاد ترک متداول تر است. از ایجاد ترک پلیسه به وسیله افزایش ضخامت پلیسه یا استقرار مجدد پلیسه در ناحیه‌‌‌‌‌‌‌‌‌ای از قطعه که کمتر بحرانی است، ‌‌‌‌‌‌‌‌‌‌‌‌‌‌‌‌‌‌‌‌‌‌‌‌‌‌‌می توان جلوگیری کرد. همچنین این کار توسط پلیسه گیری گرم یا تنش زدایی قطعه قبل از پلیسه گیری سرد نیز انجام ‌‌‌‌‌‌‌‌‌‌‌‌‌‌‌‌‌‌‌‌‌‌‌‌‌‌‌میشود.

### لبه سرد
یکی دیگر از عیوب سطحی متداول در قطعات آهنگری قالب بسته "لبه سرد" یا "تا" است. لبه سرد، ناپیوستگی است که وقتی دو سطح فلزی بدون جوش خوردگی کامل روی هم تا ‌‌‌‌‌‌‌‌‌‌‌‌‌‌‌‌‌‌‌‌‌‌‌‌‌‌‌می شوند، به وجود ‌‌‌‌‌‌‌‌‌‌‌‌‌‌‌‌‌‌‌‌‌‌‌‌‌‌‌می آید. این عیب وقتی رخ ‌‌‌‌‌‌‌‌‌‌‌‌‌‌‌‌‌‌‌‌‌‌‌‌‌‌‌میدهد که فلز روی بخشی از حفره قالب که پر شده است یا فقط قسمتی از آن به علت وجود گوشه‌‌‌‌‌‌‌‌های تیز، برودت بیش از حد یا اصطکاک زیاد پر شده، جریان کند.

### مواد زائد
جرم باقیمانده یا بقایای روان کننده که در فرو رفتگی‌‌‌‌‌‌‌‌های عمیق قالب جمع ‌‌‌‌‌‌‌‌‌‌‌‌‌‌‌‌‌‌‌‌‌‌‌‌‌‌‌می شوند، قطعاتی از جرم تشکیل ‌‌‌‌‌‌‌‌‌‌‌‌‌‌‌‌‌‌‌‌‌‌‌‌‌‌‌میدهند که باعث ‌‌‌‌‌‌‌‌‌‌‌‌‌‌‌‌‌‌‌‌‌‌‌‌‌‌‌میشود قالب به اندازه کافی پر نشود. جرم گیری ناقص قطعه باعث ‌‌‌‌‌‌‌‌‌‌‌‌‌‌‌‌‌‌‌‌‌‌‌‌‌‌‌می شود جرم در مرحله نهایی آهنگری داخل قطعه شود.

### رشد نامناسب دانه‌‌‌‌‌‌‌‌ها
این عیوب آهنگری ناشی از جریان نامناسب فلز در طول فرآیند ریخته گری است که باعث تغییر دانه از پیش تعریف شده ساختار محصول ‌‌‌‌‌‌‌‌‌‌‌‌‌‌‌‌‌‌‌‌‌‌‌‌‌‌‌میشود. با انجام طراحی بهتر قالب ‌‌‌‌‌‌‌‌‌‌‌‌‌‌‌‌‌‌‌‌‌‌‌‌‌‌‌می توان از آن جلوگیری کرد.

### تغییر موقعیت قالب
این نوع از عیوب زمانی به وجود ‌‌‌‌‌‌‌‌‌‌‌‌‌‌‌‌‌‌‌‌‌‌‌‌‌‌‌می آیند که قالب‌‌‌‌‌‌‌‌های مورد استفاده قرار گرفته به صورت چند تکه باشند. در جنین قالب‌‌‌‌‌‌‌‌هایی در صورت وچود ناهماهنگی (misalignment) بین بخش‌‌‌‌‌‌‌‌ها، ‌‌‌‌‌‌‌‌‌‌‌‌‌‌‌‌‌‌‌‌‌‌‌‌‌‌‌می تواند باعث بروز عیوب در قطعات تولیدی نهایی فرایند شود.

### فلس با پولک

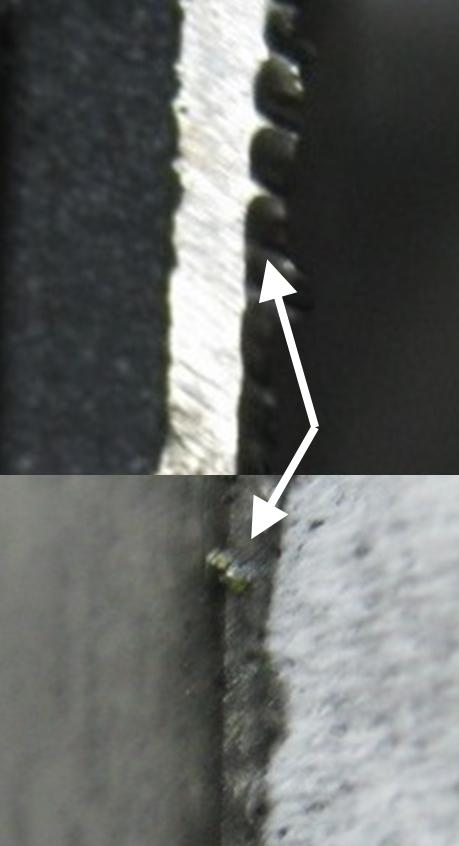
پلیسه رو قطعه فلزی

پولک‌‌‌‌‌‌‌‌ها (به انگلیسی: flakes) ترک‌‌‌‌‌‌‌‌های داخلی هستند که به دلیل خنک شدن نامناسب محصول آهنگری ایجاد ‌‌‌‌‌‌‌‌‌‌‌‌‌‌‌‌‌‌‌‌‌‌‌‌‌‌‌میشوند. هنگا‌‌‌‌‌‌‌‌‌‌‌‌‌‌‌‌‌‌‌‌‌‌‌‌‌‌‌میکه محصول آهنگری به سرعت سرد ‌‌‌‌‌‌‌‌‌‌‌‌‌‌‌‌‌‌‌‌‌‌‌‌‌‌‌می شود، این ترک‌‌‌‌‌‌‌‌ها ایجاد ‌‌‌‌‌‌‌‌‌‌‌‌‌‌‌‌‌‌‌‌‌‌‌‌‌‌‌می شود که ‌‌‌‌‌‌‌‌‌‌‌‌‌‌‌‌‌‌‌‌‌‌‌‌‌‌‌میتوانند استحکام محصول را کاهش دهد. با خنک سازی مناسب ‌‌‌‌‌‌‌‌‌‌‌‌‌‌‌‌‌‌‌‌‌‌‌‌‌‌‌می توان از بروز چنین نواقصی جلوگیری  کرد.
هنگام آهنگری ممکن است تنش‌‌‌‌‌‌‌‌های کششی ثانویه تولید شوند و بنابراین ترک پدید آید. ترک‌‌‌‌‌‌‌‌های داخلی، حین برآمده کردن یک استوانه یا جسم گرد در نتیجه تنش‌‌‌‌‌‌‌‌های کششی محیطی ایجاد ‌‌‌‌‌‌‌‌‌‌‌‌‌‌‌‌‌‌‌‌‌‌‌‌‌‌‌می شوند. اما طراحی صحیح قالب‌‌‌‌‌‌‌‌ها ‌‌‌‌‌‌‌‌‌‌‌‌‌‌‌‌‌‌‌‌‌‌‌‌‌‌‌میتواند ایجاد این نوع ترک را به حداقل برساند. برای به حداقل رسانیدن کوژی حین برآمده کردن و نیز تنش‌‌‌‌‌‌‌‌های کششی محیطی، استفاده از قالب‌‌‌‌‌‌‌‌های مقعر متداول است. ایجاد ترک داخلی در آهنگری قالب بسته کمتر شایع است، زیرا تنش‌‌‌‌‌‌‌‌های فشاری جانبی در اثر واکنش قطعه کار با جدار قالب زیاد ‌‌‌‌‌‌‌‌‌‌‌‌‌‌‌‌‌‌‌‌‌‌‌‌‌‌‌می شوند.

## جستار‌‌‌‌‌‌‌‌های وابسته
- آهنگری
- پرس مکانیکی
- متالورژی
- فولاد
- پلیسه
- شمش (ماده)